# Luigi Serenthà
Luigi Serenthà (Monza, 9 agosto 1938 – Milano, 28 settembre 1986) è stato un presbitero e teologo italiano.

## Biografia
Luigi Serenthà fu formato nei seminari milanesi e ordinato sacerdote dal cardinale Giovanni Battista Montini il 28 giugno 1962. In seguito, risiedendo presso il Pontificio seminario lombardo, studiò teologia dogmatica presso la Pontificia Università Gregoriana. Ottenne il dottorato solo molto più tardi quando venne data alle stampe la sua tesi, Servi di tutti. Papa e vescovi a servizio della Chiesa secondo S. Gregorio Magno (Marietti, Torino 1980).
Iniziò ad insegnare in seminario nel 1964, dedicando il suo impegno al rinnovamento dei trattati (in particolare cristologia, teologia trinitaria e antropologia teologica) a partire dalle indicazioni del Concilio Vaticano II: di questa attività resta traccia nella regia del Dizionario teologico interdisciplinare. Fu protagonista della nascita della Facoltà teologica dell'Italia settentrionale, rivestendo il ruolo di pro-segretario (1972-1981) e di direttore di sezione del ciclo istituzionale (1981-1983).
Dal 1967 seguì come assistente spirituale l'Istituto secolare delle Piccole apostole della Carità e le attività de "La nostra famiglia": in questa veste, nel 1979 promosse un convegno di studi su don Luigi Monza, il fondatore delle Piccole apostole.
Nel 1981 il cardinale Carlo Maria Martini, di cui divenne uno dei più stretti collaboratori e ascoltati consiglieri, gli affidò l'incarico di guidare l'Istituto sacerdotale Maria Immacolata (che segue la formazione permanente dei preti del primo quinquennio di ordinazione) e la Scuola vocazioni adulte. Nel 1983 lo nominò rettore maggiore del seminario arcivescovile di Milano. Si fece promotore di una revisione delle linee educative del seminario mediante l'assemblea di tutti gli educatori a Barzio nel 1984.
Morì il 28 settembre 1986 appena quarantottenne, per tumore.

## Opere teologiche
- Gesù Cristo rivelatore del Padre, Ut unum sint, Roma 1977.
- Luigi Serenthà (ed.), Dizionario teologico interdisciplinare, Marietti, Casale M. 1977.
- Servi di tutti. Papa e vescovi a servizio della Chiesa secondo s. Gregorio Magno, Marietti, Torino 1980.
- Passi verso la fede, ElleDiCi, Leumann 1984; Centro Ambrosiano - In dialogo, Milano [2006].
- La storia degli uomini e il Dio della storia, O.R., Milano 1987.
- «Eucaristia e catechesi», La Scuola Cattolica 144 (2016) 195-214.

## Opere spirituali
- Dimorare nella parola, In dialogo, Milano 1982.
- Danzare la vita, In dialogo, Milano 1985.
- Il regno di Dio è qui. Il discorso della montagna, Ancora, Milano 1988.
- Tu sei i miei giorni… Intuizioni e prospettive di pastorale vocazionale, a cura di Walter Magni, Ancora, Milano 1996.
- Luigi Serenthà - Giovanni Moioli - Renato Corti, La direzione spirituale oggi, Ancora, Milano 1988.